# حرب السيزبلاتين
حرب السيزبلاتين أو حرب سيسبلاتين (البرتغالية: Guerra Cisplatina) المعروفة في التأريخ الأرجنتيني والأوروغواي باسم حرب البرازيل (الاسبانية: Guerra del Brasil) الحرب الأرجنتينية البرازيلية ؛ المقاطعة المتنازع عليها، هي حرب وقعت بين إتحاد محافظات ريو دي لا بلاتا (الأرجنتين حاليا) وبين إمبراطورية البرازيل وكان الصراع حول أراضي باندا أوريينتال (الأوروغواي حاليا) بدأت الحرب في سنة 1825 وانتهت في سنة 1828، على الرغم من إتحاد محافظات ريو دي لا بلاتا و ثوار الأوروغواي استطاعوا هزم القوات البرازيلية في كثير من المعارك في صراع طويل استغرق ثلاث سنين أرضاً وبحراً، لكنها لم تتمكن من الاستيلاء على مونتيفيديو أو اختراق عمق الأراضي البرازيلية. وبالمثل، لم يتمكن البرازيليون من استعادة السيطرة على الريف أو تحقيق نصر حاسم لصد الأرجنتينيين، حيث هُزِموا في معركة إيتوزاينغو. إلى جانب حقيقة أن البرازيل كان أداؤها أفضل في البحر من خلال تدمير معظم الأسطول الأرجنتيني الصغير، أدى في النهاية إلى حصول البرازيل على شروط أكثر ملاءمة في معاهدة السلام.
نتج عن الحرب مشاكل اقتصادية وسياسية بين الطرفين، خاصة الحصار العسكري البرازيلي لميناء بوينس آيرس والاحتلال الإقليمي بسبب وقوع كلاً من مستعمرات مونتيفيديو وسكرامنتو تحت السيادة البرازيلية طول فترة الصراع، عن بدأ محادثات السلام. وبالفعل وقـٌع الوزير الأرجنتيني المفوض، مانويل خوسيه جارثيا، على معاهدة سلام مبدئية مع البرازيليين والتي تنص على اعترافها بسيادة الإمبراطورية على المقاطعة الشرقية مقابل دفع تعويض مادي للبرازيل عن الحروب. اعتبرها الرئيس برناردينو ريفادافيا معاهدة مُخزية رافضاً لها ومُـقدماً استقالته. استمر الصراع حتى 27 أغسطس عام 1828 عندما وقـٌع ممثلي جمهورية المقاطعات المتحدة في ريو دي لا بلاتا وإمبراطور البرازيل على اتفاقية سلام مبدئية تنص على اعتراف البرازيل باستقلالية المقاطعة الشرقية (الأوروغواي) ووقف العدائيات.

## العواقب
كان سبب الجمود في حرب سيسبلاتين هو عدم قدرة القوات البرية الأرجنتينية والأوروغوايية على الاستيلاء على المدن الكبرى في أوروغواي والبرازيل، والعواقب الاقتصادية الوخيمة التي فرضها الحصار البرازيلي على بوينس آيرس، وعدم وجود القوة البشرية اللازمة لهجوم بري برازيلي واسع النطاق ضد القوات الأرجنتينية. كان هناك أيضًا ضغط شعبي متزايد في البرازيل لإنهاء الحرب. كل هذا حفز اهتمام الجانبين بالتوصل إلى حل سلمي.
نظرًا لتكلفة الحرب المرتفعة لكلا الجانبين والتهديد الذي شكلته على التجارة بين المقاطعات المتحدة والمملكة المتحدة، ضغطت الأخيرة على الطرفين المتحاربين للمشاركة في مفاوضات السلام في ريو دي جانيرو. تحت الوساطة البريطانية والفرنسية، وقعت مقاطعات ريو دي لا بلاتا المتحدة وإمبراطورية البرازيل معاهدة مونتيفيديو عام 1828، التي اعترفت باستقلال سيسبلاتينا تحت اسم جمهورية أوروغواي الشرقية.
كما منحت المعاهدة البرازيل السيادة على القسم الشرقي من البعثات اليسوعية الشرقية السابقة، والأهم من ذلك أنها ضمنت حرية الملاحة في نهر ريو دي لا بلاتا، وهي قضية أمن قومي مركزية للبرازيليين. في البرازيل، أدت خسارة سيسبلاتينا إلى زيادة السخط المتزايد على الإمبراطور بيدرو الأول. وعلى الرغم من أن ذلك لم يكن السبب الرئيسي، إلا أنه كان عاملاً أدى إلى تنازله عن العرش في عام 1831.